# LA (album Lilu)
LA – debiutancki album solowy polskiej raperki i producentki muzycznej Lilu. Wydawnictwo ukazało się 19 września 2008 roku nakładem wytwórni muzycznej MaxFloRec w dystrybucji EMI Music Poland. Materiał został wyprodukowany przez Reno, Snobe, Ikona, Spaso, Juniorbwoya, Mroza i Dawida Szczęsnego. Gościnnie na płycie wystąpili m.in. Rahim, Marika i Łona.

## Lista utworów
Opracowano na podstawie materiału źródłowego.
| #  | Tytuł                   | Gościnnie                  | Producent      | Czas |
| -- | ----------------------- | -------------------------- | -------------- | ---- |
| 1  | "Nie ma drugiej takiej" | Pan Wankz                  | Snobe          | 3:30 |
| 2  | "Zła"                   |                            | Ikon           | 3:19 |
| 3  | "Tikatukatam"           |                            | Spaso          | 2:50 |
| 4  | "Kocham kocham kocham"  | Cheeba                     | Reno           | 3:00 |
| 5  | "Kobiety"               | Reno                       | Snobe          | 3:15 |
| 6  | "Góralskie"             | Marysia Maciata            |                | 0:24 |
| 7  | "Za kogo Ty mnie masz"  |                            | Reno           | 3:12 |
| 8  | "Telefon"               | Łona                       | Reno           | 4:45 |
| 9  | "Żyję spox"             | Finker, scratche DJ Bambus | Reno           | 3:31 |
| 10 | "Mruczanka"             | scratche DJ Bambus         | JuniorBwoy     | 3:32 |
| 11 | "Nasz zakątek"          | Rahim                      | Reno           | 5:12 |
| 12 | "Rolex"                 | Marika                     | Reno           | 4:01 |
| 13 | "Jeansy"                | Smarki Smark               | Mrozu          | 3:48 |
| 14 | "4 wersy"               |                            | Reno           | 3:40 |
| 15 | "Na brzegu świata"      |                            | Reno           | 4:18 |
| 16 | "Poetyka"               |                            | Dawid Szczęsny | 4:34 |